# Luke Baldwin
Pour les articles homonymes, voir Baldwin.
Pas d'image ? Cliquez ici

a Compétitions nationales et continentales officielles uniquement.

Dernière mise à jour le 16 avril 2020.
Luke Baldwin, né le 15 septembre 1990 à Tunbridge Wells, est un joueur anglais de rugby à XV qui évolue au poste de demi de mêlée. Il joue au sein de l'effectif des Dragons depuis 2020.

## Biographie
Formé Tunbridge Wells RFC puis à l'académie des Saracens, il fait l'objet de prêts, d'abord avec le club Blackheath RC puis au club des Bedford Blues qui joue alors en Division One, c’est-à-dire la deuxième division anglaise. Durant sa période où il joue avec Bedford, son prêt lui permet de jouer quelques matchs avec les Saracens, deux de la coupe Anglo-Galloise et un du championnat en 2011-2012, puis un coupe Anglo-Galloise la saison suivante. En fin d'année 2013, il signe un nouveau contrat, rejoignant Bristol Rugby. En février 2015, après avoir annonce à son club sa signature pour le club rival de Worcester Warriors pour la saison suivante, il n'est pas conservé par Bristol. Il termine la saison avec son ancien club de Bedford.